# Сен-Жаль
Сен-Жаль (фр. Saint-Jal, окс. Sent Jal) — коммуна во Франции, находится в регионе Лимузен. Департамент — Коррез. Входит в состав кантона Сейяк. Округ коммуны — Тюль.
Код INSEE коммуны — 19213.
Коммуна расположена приблизительно в 390 км к югу от Парижа, в 60 км юго-восточнее Лиможа, в 18 км к северо-западу от Тюля.

## Население
Население коммуны на 2008 год составляло 647 человек.
| 1962 | 1968 | 1975 | 1982 | 1990 | 1999 | 2008 |
| ---- | ---- | ---- | ---- | ---- | ---- | ---- |
| 637  | 746  | 615  | 617  | 616  | 597  | 647  |

## Администрация
| Период | Период | Фамилия      | Партия                              | Примечания |
| ------ | ------ | ------------ | ----------------------------------- | ---------- |
| 1995   | 2008   | Пьер Кулуми  | Французская коммунистическая партия |            |
| 2008   |        | Жан-Жак Лога |                                     |            |

## Экономика

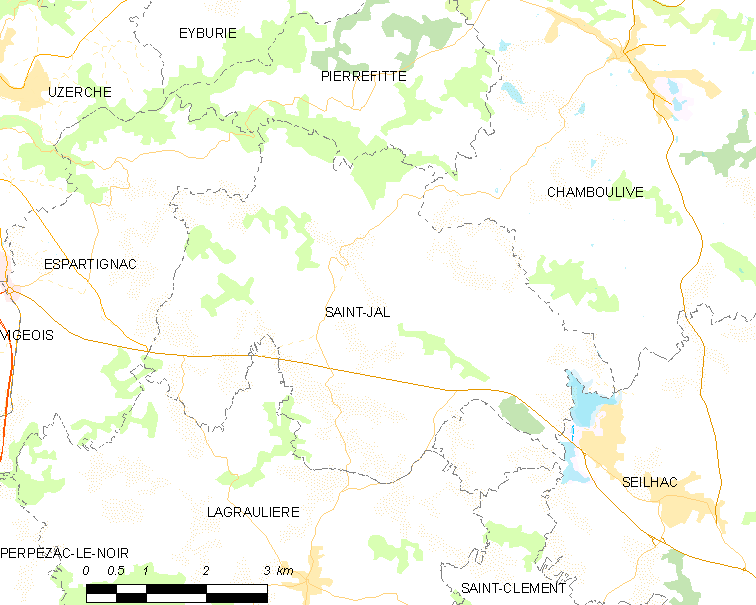
Карта коммуны

В 2007 году среди 345 человек в трудоспособном возрасте (15-64 лет) 269 были экономически активными, 76 — неактивными (показатель активности — 78,0 %, в 1999 году было 74,9 %). Из 269 активных работали 260 человек (141 мужчина и 119 женщин), безработных было 9 (4 мужчины и 5 женщин). Среди 76 неактивных 20 человек были учениками или студентами, 36 — пенсионерами, 20 были неактивными по другим причинам.

## Достопримечательности
- Церковь Сен-Галь (1490 год). Памятник истории с 1983 года[3]